# Kopaonik (Raška)
Pour les articles homonymes, voir Kopaonik.
Kopaonik (en serbe cyrillique : Копаоник) est un village de Serbie situé dans la municipalité de Raška, district de Raška. Au recensement de 2011, il comptait 18 habitants.

## Démographie
| 1948 | 1953 | 1961 | 1971 | 1981 | 1991 | 2002 | 2011 |
| ---- | ---- | ---- | ---- | ---- | ---- | ---- | ---- |
| 0    | 12   | 55   | 40   | 7    | 115  | 18   | 18   |

|  |